# Ілюзорна кореляція
Ілюзорна кореляція (англ. illusory correlation) — когнітивне спотворення перебільшене тісним зв'язком між змінними, який в реальності або не існує, або значно менший, як передбачалося. Класичним прикладом може служити приписування групі етнічної меншини негативних якостей. Ілюзорна кореляція вважається одним із способів формування стереотипів.
Феномен ілюзорної кореляції найчастіше спостерігається, коли події незвичайні, помітні і кидаються в очі.

## Історія
"Ілюзорна кореляція" спочатку була придумана Чепменом і Чепменом (1967) для опису схильності людей до завищення відносин між двома групами, коли подається відмінна та незвична інформація. Концепція була використана для поставлення під сумнів тверджень про об'єктивні знання в клінічній психології через спростування Чепманом багатьох широко застосовуваних ознак Вілера щодо гомосексуальності в тестах Роршаха.

## Класичне дослідження
Ілюзорна кореляція вперше була виявлена в ході експериментів Чепмен і Чепмен (Chapman and Chapman) (1967). Поняттям «Ілюзорна кореляція» вони позначили тенденцію людей переоцінювати зв'язок між двома групами, коли представлена відмінна і незвичайна інформація.
В ході їх експерименту випробуваним, які не мають медичної підготовки, пропонувалася інформація про гіпотетично душевнохворих. Потім їм пропонувалося оцінити частоту, з якою кожен діагноз (наприклад, параноя) супроводжувався особливостями малюнка (наприклад, великі очі). В ході експерименту з'ясувалося, що випробовувані перебільшували частоту збігу природних асоціацій (великі очі - параноя). Дані експерименту взяли під сумнів спроможність проективних методик як психодіагностичного інструменту. .

## Дослідження ролі ілюзорной кореляції в формуванні стереотипів
Як показали дослідження Девіда Гамільтона і Роберта Гиффорда (1976), ілюзорні кореляції можуть бути джерелами стереотипних переконань щодо меншин. В ході експерименту вони показували випробуваним слайди, на яких були зображені різні люди, що належать до групи А чи Б, і говорили, що ті робили щось бажане або небажане. Було показано в 2 рази більше членів групи А, ніж групи Б, але обидві групи здійснювали дев'ять бажаних вчинків на чотири небажаних. Оскільки члени групи Б і їх небажані дії з'являлися рідше, то їх одночасна згадка було незвичайної ситуацією, яка привертала увагу людей. Випробовувані переоцінили частоту здійснення небажаних вчинків «представниками меншості» (членами групи Б) і дали групі Б більш жорстку оцінку. Девід Гамільтон і Роберт Гіффорд прийшли до висновку, що ілюзорні кореляції породжують расові стереотипи.
| Поведінка | Група A (більшість) | Група B (більшість) | Сума |
| --------- | ------------------- | ------------------- | ---- |
| Бажано    | 18 (69%)            | 9 (69%)             | 27   |
| Небажано  | 8 (30%)             | 4 (30%)             | 12   |
| Сумма     | 26                  | 13                  | 39   |

Гамільтон і Роуз (1980) виявили також, що стереотипи і можуть призвести до очікування від деяких груп певних рис, а потім до переоцінки частоти, з якою ці кореляції відбуваються насправді.

## Теорія

### Загальна теорія
Більшість пояснень ілюзорної кореляції пов’язані з психологічною евристикою: обробкою інформації ярликів, що лежать в основі багатьох людських суджень. Одне з них - доступність: легкість, з якою ідея спадає на думку. Доступність часто використовується для оцінки того, наскільки ймовірна подія або як часто вона відбувається.  Це може призвести до ілюзорної кореляції, оскільки деякі спогади можуть легко і яскраво прийти на розум, хоча вони не особливо важливі. 

### Інформація обробляється
Мартін Хілберт (2012) пропонує механізм обробки інформації, який передбачає шумне перетворення об'єктивних спостережень у суб'єктивні судження. Теорія визначає шум як змішування цих спостережень під час пошуку у пам'яті.  Згідно з моделлю, пізнання, що лежать в основі, або суб’єктивні судження ідентичні шуму або об’єктивним спостереженням, які можуть призвести до надмірної впевненості або до того, що відоме як упередження консерватизму - коли їх запитують про поведінку, учасники недооцінюють більшість або більшу групу і переоцінюють меншість або меншу групу. Ці результати є ілюзорними кореляціями.

### Ємність робочої пам'яті
В експериментальному дослідженні, проведеному Едером, Фідлером та Хамм-Едером (2011), досліджено вплив ємності робочої пам'яті на ілюзорні кореляції. Спочатку вони розглянули індивідуальні відмінності в робочій пам’яті, а потім з’ясували, чи впливає це на формування ілюзорних кореляцій. Вони виявили, що особи з вищою ємністю робочої пам'яті сприймають членів групи меншин більш позитивно, ніж особи з меншою ємністю робочої пам'яті. У другому експерименті автори вивчали вплив навантаження пам’яті, в робочій пам’яті на ілюзорні кореляції. Вони виявили, що збільшення навантаження на пам'ять у робочій пам'яті призвело до збільшення поширеності ілюзорних кореляцій. Експеримент був розроблений для спеціального тестування робочої пам'яті, а не суттєвої пам'яті стимуляцій. Це означає, що розвиток ілюзорних кореляційних зв'язків було спричинено дефіцитом центральних когнітивних ресурсів, спричиненим навантаженням на робочу пам'ять, а не вибірковим згадуванням. 

### Теорія уваги навчання
Теорія уваги навчання передбачає, що спочатку вивчаються особливості груп більшості, а потім особливості груп меншин. Це призводить до спроби відрізнити групу меншості від більшості, що призводить до швидшого засвоєння цих відмінностей. Теорія Увага також стверджує, що замість того, щоб сформувати один стереотип щодо групи меншин, формуються два стереотипи, один для більшості та один для меншості. 

### Ефект від навчання
Було проведено дослідження, щоб дослідити, чи матиме посилене навчання вплив на ілюзорні кореляційні зв'язки. Було виявлено, що навчання людей про те, як відбувається ілюзорна кореляція, призвело до зменшення частоти ілюзорних кореляцій. 

### Століття
Джонсон та Якобс (2003) провели експеримент, щоб побачити, як рано в житті люди починають формувати ілюзоро кореляційні зв'язки. Діти 2 і 5 класів піддавалися типовій ілюзорній парадигмі кореляції, щоб перевірити, чи пов'язані негативні ознаки з групою меншості. Автори виявили, що обидві групи формували ілюзорні кореляційні зв’язки. 
Дослідження також виявило, що діти створюють ілюзорні кореляційні зв’язки. У своєму експерименті діти в 1, 3, 5 і 7 класах та дорослі дивилися на одну і ту ж ілюзорну парадигму кореляції. Дослідження показало, що діти справді створювали значні ілюзорні кореляційні зв'язки, але ці кореляційні зв'язки були слабшими, ніж ті, що створювали дорослі. У другому дослідженні були використані групи фігур з різними кольорами. Формування ілюзорної кореляції продовжувало демонструвати, що соціальні стимули не є необхідними для створення цих кореляцій. 

### Ставлення явного проти не явного
Два дослідження, проведені Ратліффом та Носеком, вивчали, чи впливають явні та неявні установки на ілюзорні кореляційні зв'язки. В одному дослідженні Ратліфф і Носек мали дві групи: одну більшість, а іншу меншість. Потім у них було три групи учасників, усі з читаннями про дві групи. Одна група учасників отримала переважну кількість заміток, прихильних до більшості, одна - замітка, що стосуються меншин, а одна - нейтральних. Групи, які читали про більшість і про меншини, віддавали перевагу своїм відповідним групам як явно, так і неявно. Група, яка мала нейтральні показники, висловилася за більшість явно, але не неявно. Друге дослідження було подібним, але замість заміток були показані фотографії поведінки, і учасники написали речення, що описує поведінку, яку вони бачили на представлених знімках. Результати обох досліджень підтвердили аргумент авторів про те, що виявлені відмінності між явними та неявними установками є результатом інтерпретації коваріації та винесення суджень на основі цих інтерпретацій (явних), а не просто обліку коваріації (неявних). 

### Структура парадигми
Берндсен та Співавт. (1999) хотіли визначити, чи може структура тестування на ілюзорні кореляції призвести до формування ілюзорних кореляцій. Гіпотеза полягала в тому, що визначення змінних тесту як групи А та групи В могло б змусити учасників шукати відмінності між групами, що призводило до створення ілюзорних кореляцій. Був організований експеримент, де одному набору учасників було сказано, що це групи А та В, тоді як іншому набору учасників дали групи, позначені студентами, які закінчили навчання у 1993 або 1994 роках. Це дослідження показало, що ілюзорні кореляційні зв'язки частіше створюються, коли групами є групи А і В, порівняно з учнями класу 1993 року або класу 1994 року. 

## Теоретичне обґрунтування
Більшість дослідників вважають, що джерелом ілюзорной кореляції є психологічні евристики, зокрема евристика доступності. Евристика доступності - це інтуїтивний процес оцінки ймовірності або частоти події з того, наскільки легко приходять на думку схожі події. Як вважають Д. Канеман и А. Тверскі, доступність є природною причиною ілюзорной кореляції, оскількі в рамках цієї евристики людина буде вважати більш пов'язаними між собою події, Які Йому легше уявити разом.
Ілюзорна кореляція пов'язана також з таким когнітивним спотворенням як упередженість підтвердження (Тенденція інтерпретувати інформацій таким чином, щоб підтвердити вже наявну).